# Katherine Bailess
Katherine Bailess, född 24 april 1980 i Vicksburg i Mississippi, är en amerikansk skådespelare. Bailess fick sitt genombrott i filmen From Justin to Kelly (2003). Hon har varit med i filmen Bring It On Again (2004) samt som Erica Marsh i andra säsongen av TV-serien One Tree Hill (2005). 

## Film
| År   | Titel                              | Roll              | Noter          |
| ---- | ---------------------------------- | ----------------- | -------------- |
| 2001 | The Bootlegger                     | Angie             | Kortfilm       |
| 2001 | Yoga/Pilates Workout System        | Sig själv         | Video          |
| 2003 | From Justin to Kelly(en)           | Alexa             |                |
| 2004 | Bring It On Again(en)              | Colleen Lipman    | Video          |
| 2006 | Jackass: Number Two                | Dansare           | Ej krediterad  |
| 2006 | Sea of Fear(en)                    | Kate              |                |
| 2010 | Elle: A Modern Cinderella Tale(en) | Stephanie         | Även producent |
| 2010 | Below The Beltway                  | Hope P.           |                |
| 2012 | Stone Markers                      | Nyhetsuppläsare   |                |
| 2012 | Macedo: Caught                     | Dansare           | Kortfilm       |
| 2012 | Prick                              | Attraktiv blondin | Kortfilm       |
| 2013 | 2 Dead 2 Kill                      | Anna Falactic     |                |
| 2017 | A Very Sordid Wedding(en)          | Greta             |                |
| 2019 | The Naughty List                   | Keegan Collier    |                |